# Kiki (I Cavalieri dello zodiaco)
Kiki (貴鬼?) è un personaggio dell'anime e manga I Cavalieri dello zodiaco. È un apprendista Cavaliere, allievo di Mu dell'Ariete, che si unisce ai Cavalieri di bronzo nei loro combattimenti in difesa della dea Atena e della pace sulla Terra. Seppur non sia un Cavaliere nel volume 14 del manga classico si presenta come Kiki di Appendix.
Il suo nome in giapponese significa "terrificante".

## Personaggio

### Manga/Anime Classico
Kiki è un bambino di 8 anni che sta cercando di diventare un Cavaliere come il suo maestro Mu, Cavaliere d'oro dell'Ariete; non a caso infatti i poteri dei due personaggi sono di natura molto simile, essi infatti possiedono psicocinesi, teletrasporto e telepatia.
Egli compare per la prima volta a Shiryu di Dragon quando questi si reca in Jamir per farsi riparare le armature del Dragone e di Pegaso da Mu. Viene accolto dalle beffe di Kiki che viene scambiato inizialmente per lo stesso Mu. Rimane colpito dal fatto che Shiryu si tagli le vene per far scorrere il sangue necessario alla riparazione delle armature, e decide quindi di unirsi ai Cavalieri di bronzo nelle loro battaglie dopo aver riportato l'armatura a Seiya di Pegasus per la mancanza di forze di Shiryu. Durante la corsa alle Dodici Case non segue i Cavalieri fino al Grande Sacerdote ma rimane a protezione di Saori ferita.
Appare anche nella saga di Asgard con un ruolo marginale, dove per esempio aiuta Freya, sorella di Hilda.
Successivamente durante la lotta contro Poseidon si reca nel regno sottomarino del dio del mare per portare ai Cavalieri l'armatura d'oro della Bilancia necessaria per distruggere le Sette colonne dei sette Generali degli Abissi. Anche in quell'occasione non perde occasione di sbeffeggiare il prossimo ed è necessario l'intervento di Shaina per salvarlo dagli attacchi di Tetis (chiamata da lui nell'anime La Megera, mentre nel manga la insulta chiamandola donna pesce, polipo, seppia e coda di rospo).
Ricompare un'ultima volta nella saga di Hades dove nelle vicinanze delle 12 case aiuta nel proteggere la sorella di Seiya, Seika, dagli attacchi invisibili scagliati dal dio Thanatos per uccidere la ragazza.

### Saint Seiya Omega
In Saint Seiya Ω, che si svolge oltre 13 anni dopo la saga di Hades della serie classica, Kiki è oramai un adulto, ed è divenuto un abile riparatore di Cloth; inoltre è diventato anche il nuovo Gold Saint dell'Ariete sostituendo il suo maestro defunto Mu dell'Ariete.
Prima della scalata alle dodici case erette da Mars, Kiki ripara le armature dei cinque protagonisti, trattenendo poi l'esercito di Mars nel palazzo dell'ariete. Dopo ore di combattimento, riceve la visita e l'aiuto di Harbringer del Toro, con cui ha un breve scambio di battute sulla situazione. Dimostra inoltre di conoscere di fama il nuovo Gold Saint della Vergine, Fudo, percependo il momento in cui i bronze saint oltrepassano la sesta casa dello zodiaco.
In seguito sconfigge Dione, un guerriero Pallasite di Pallas, usando la Starlight Extinction.
Poi si unisce agli altri Gold Saint, per sconfiggere la dea Pallas, scontrandosi contro vari guerrieri Palasite.

## Abilità
- Telecinesi, Teletrasporto, Telepatia: come mostrato sia nel manga che nell'anime classico.
- Capacità di vedere cose invisibili agli altri, come i danni delle Cloth invisibili ad occhio nudo o le sfere di energia scagliate da Thanatos per uccidere Seika (sorella di Seiya), invisibili a tutti gli altri.
- Capacità di usare l'elemento della Terra, con cui può manovrare a suo vantaggio le rocce ed il terreno: visto in Saint Seiya Omega.
- Starlight Extinction lett. Estinzione di luce stellare, è un colpo indiretto, che tramite una potente onda di luce teletrasporta all'istante l'avversario in un posto deciso da Kiki, nel caso Kiki voglia ucciderlo, il colpo funziona anche in maniera offensiva. (È una delle tecniche del suo maestro Mu, che Kiki usa in Saint Seiya Omega.)
- Stardust Revolution (スターダストレボリューション Sutādasuto Reboryūshon): è il colpo diretto più potente del Cavaliere dell'Ariete, il quale lancia una pioggia di polvere di stelle contro il proprio nemico, che viene annientato. Usato una sola volta nella seconda serie di Saint Seiya Omega.
- Crystal Wall (クリスタルウォール Kurisutaru Wōru): un muro di cristallo generato dal potere psichico del cavaliere, che lo protegge e riflette gli attacchi contro coloro che li hanno lanciati. Usato una sola volta nella seconda serie di Saint Seiya Omega.
- Athena Exclamation: tecnica super-distruttiva con cui 3 Gold Saint si uniscono per annientare l'avversario. Usato una sola volta nella seconda serie di Saint Seiya Omega, in combinazione con Shiryu e Fudo.

## Curiosità
- In un'intervista Kurumada ha ammesso che il simbolo che Kiki e Mu hanno sulla fronte, sta a significare che appartengono ad una casta nobile.
- Solo nella versione italiana dell'anime Kiki è il fratello di Mur. Nel manga/anime originale è solo il suo allievo come alchimista e riparatore di armature.
- Kiki ha avuto un'apparizione cameo nell'epilogo del manga Lost Canvas, che si svolge durante il periodo della Guerra Galattica con Mur e Dohko che si chiedono se Lady Isabel sia veramente Atena. Come suggerito dal bangle che il bambino porta al braccio nella serie, solitamente indossato dal Cavaliere della Gru Yuzuriha, l'autrice di Lost Canvas ha ammesso durante il Cartoonist di Nizza che Kiki è suo discendente[3].